# Sphenoptera bertheloti
Sphenoptera bertheloti es una especie de escarabajo del género Sphenoptera, familia Buprestidae. Fue descrita científicamente por Paiva en 1862.

## Distribución
Habita en la región afrotropical.